# Atletica leggera ai Giochi della XXVI Olimpiade - 110 metri ostacoli

Video della Finale

I 110 metri ostacoli hanno fatto parte del programma di atletica leggera maschile ai Giochi della XXVI Olimpiade. La competizione si è svolta nei giorni 28-29 luglio 1996 allo Stadio Olimpico del Centenario di Atlanta.

## Presenze ed assenze dei campioni in carica
| Competizione         | Atleta           | Prestazione | Atlanta 1996 |
| -------------------- | ---------------- | ----------- | ------------ |
| Olimpiadi 1992       | Mark McKoy       | 13”12       | Presente     |
| Commonwealth 1994    | Colin Jackson    | 13”08       | Presente     |
| Goodwill Games 1994  | Colin Jackson    | 13”29       | Presente     |
| Europei 1994         | Colin Jackson    | 13”08       | Presente     |
| Coppa del mondo 1994 | Tony Jarrett     | 13”23       | Presente     |
| Asiatici 1994        | Li Tong          | 13”30       | Presente     |
| Panamericani 1995    | Roger Kingdom    | 13”39       | 5º ai Trials |
| Mondiali 1995        | Allen Johnson    | 13”00       | Presente     |
|                      |                  |             |              |
| Mondiali junior 1992 | Evgeny Pechonkin | 13”87       | Presente     |

1. ↑  Sotto la bandiera della Gran Bretagna.
2. ↑  L'altezza degli ostacoli è 99 cm.

## La gara
Nei Quarti esce a sorpresa il campione in carica, Mark McKoy (13"64 nella quarta serie).

Nelle semifinali Emilio Valle stabilisce con 13"18 il nuovo record cubano e centroamericano.
Il miglior tempo delle semifinali è di Allen Johnson: 13"10.

La finale vede Johnson dominatore assoluto: vince in un eccezionale 12"95, nuovo record olimpico, distanziando di ben 14 centesimi il secondo classificato, il connazionale Crear.

## Risultati

### Turni eliminatori
| 8 Batterie         | 28 luglio | 64 partenti   | Si qualificano i primi 3 + gli 8 migliori tempi. |
| 4 Quarti di finale | 28 luglio | 8 + 8 + 8 + 8 | Si qualificano i primi 4.                        |
| 2 Semifinali       | 29 luglio | 8 + 8         | Si qualificano i primi 4.                        |
| Finale             | 29 luglio | 8 concorrenti |                                                  |

### Finale
| Primatista mondiale   | 12"91 1993       | Colin Jackson | Presente |
| Primatista stagionale | 12"92, 23 giugno | Allen Johnson | Presente |

| Pos | Paese       | Atleta              | Tempo |
| --- | ----------- | ------------------- | ----- |
|     | Stati Uniti | Allen Johnson       | 12"95 |
|     | Stati Uniti | Mark Crear          | 13"09 |
|     | Germania    | Florian Schwarthoff | 13"17 |
| 4   | Regno Unito | Colin Jackson       | 13"19 |
| 5   | Cuba        | Emilio Valle        | 13"20 |
| 6   | Stati Uniti | Eugene Swift        | 13"23 |
| 7   | Australia   | Kyle Vander-Kuyp    | 13"40 |
| 8   | Cuba        | Erick Batte         | 13"43 |